# Erich Gloeden
Erich Gloeden est un architecte allemand, résistant au nazisme, né sous le nom « Loevy » le 23 août 1888 à Berlin et mort le 30 novembre 1944 , exécuté dans la prison de Berlin-Plötzensee.

## Biographie
Erich Gloeden est le deuxième fils du propriétaire de la fonderie de bronze Siegfried Loevy dont la société a réalisé les mots "Dem deutschen Volke" pour le palais du Reichstag. Il étudie l'architecture et obtient un doctorat à l'université technique de Dresde en 1915 avec une thèse sur Karl Friedrich Schinkel. En 1918, il abandonne son nom d'origine juive pour le nom « Gloeden ».
En 1938, il épouse Elisabeth Charlotte Kuznitzky, ensuite communément appelée Lilo Gloeden.
Pendant la Seconde Guerre mondiale, Gloeden fait partie de l'Organisation Todt, ce qui le conduit à être présent en Pologne fin 1942, où il découvre le génocide en cours.
Gloeden aide avec sa femme un grand nombre de Juifs à vivre dans la clandestinité. Sur la recommandation d’un ami ingénieur en construction, Hans Ludwig Sierks (de), il abrite le 29 juillet 1944 le général Fritz Lindemann, qui est un acteur important du complot du 20 juillet 1944, dont l'objet était d’assassiner Adolf Hitler puis de renverser le régime nazi. Gloeden croit d'abord que Lindemann est un Juif, car il se fait connaître sous le nom d'Exner. Lindemann vit ensuite pendant cinq semaines dans un appartement voisin de celui de la famille Gloeden à Berlin-Westend. Une forte récompense est promise à qui dénoncera Lindemann. Le 3 septembre, l'appartement est perquisitionné par la Gestapo qui arrête Lindemann, Erich Gloeden, sa femme Lilo et la mère de cette dernière, Elisabeth Kuznitzky (de) : Lindemann est blessé lors de l’arrestation et meurt trois semaines plus tard à l'hôpital.
Le 27 novembre, le Volksgerichtshof condamne Erich Gloeden à la peine de mort et les deux femmes à de longues peines de prison : Erich Gloeden a tenté de disculper les deux femmes en indiquant qu'elles ne connaissaient pas l'identité de Lindemann ; néanmoins celles-ci affirment successivement le contraire dès lors qu'elles apprennent la condamnation à mort de leur mari et gendre : ils sont finalement tous trois décapités à quelques minutes d’intervalle dans la prison de Plötzensee le 30 novembre.

## Hommages
En 1963, à environ deux kilomètres à l'ouest du mémorial de Plötzensee (de), là où ils ont été exécutés, une allée a été baptisée « Gloedenpfad » (allée Gloeden) du nom des époux,.
Des plaques pour honorer la mémoire de Erich et Lilo Gloeden ont été apposées devant l’immeuble de Berlin-Westend, Kastanienallee 23, où ils ont vécu et été arrêtés.

Plaques posées le 4 octobre 2010 devant le dernier domicile de la famille Gloeden à Berlin-Westend, Kastanienallee 23
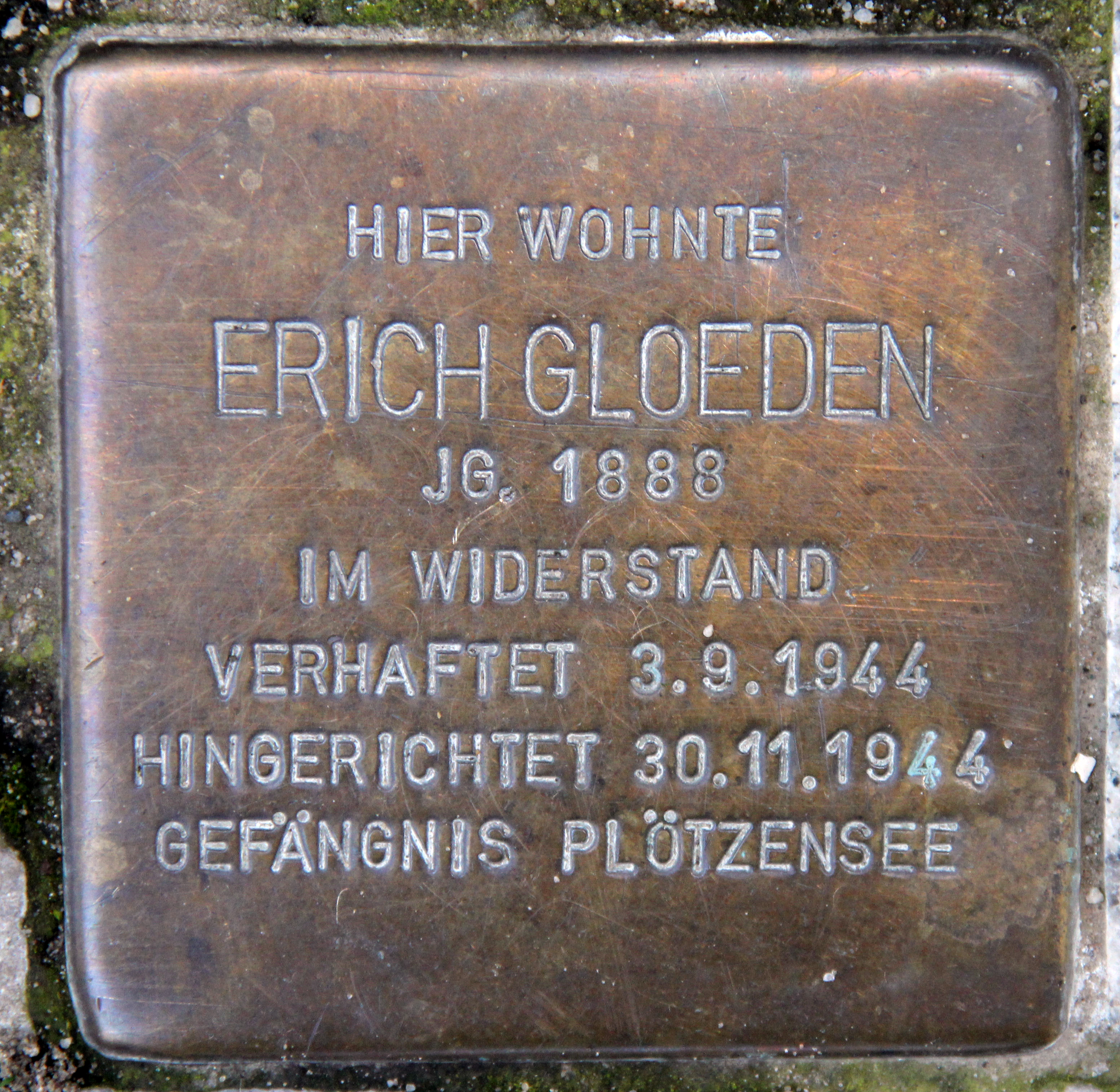
La plaque d’Erich Gloeden.
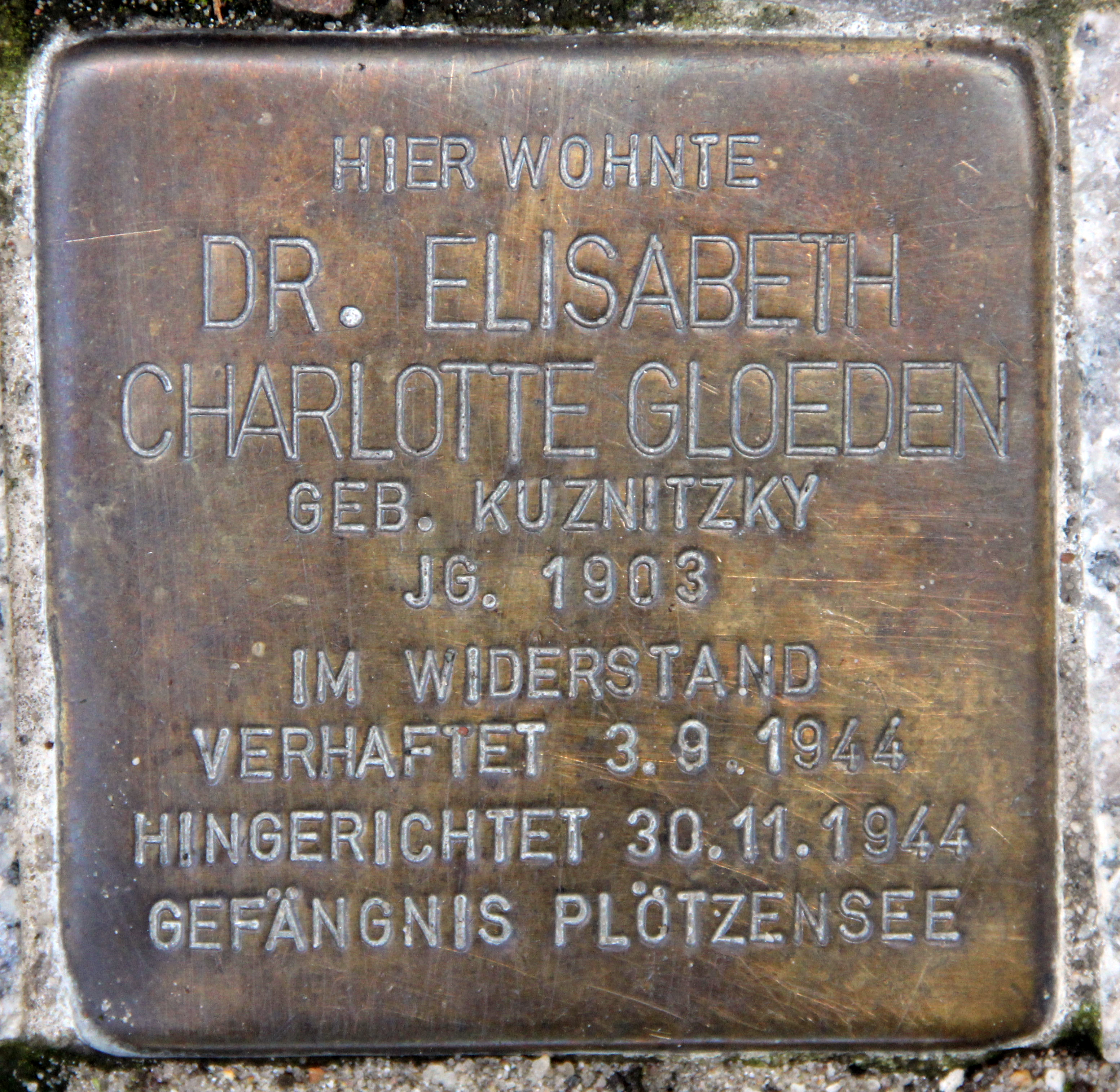
La plaque de l’épouse d’Erich Gloeden, Lilo, née Kuznitzky.
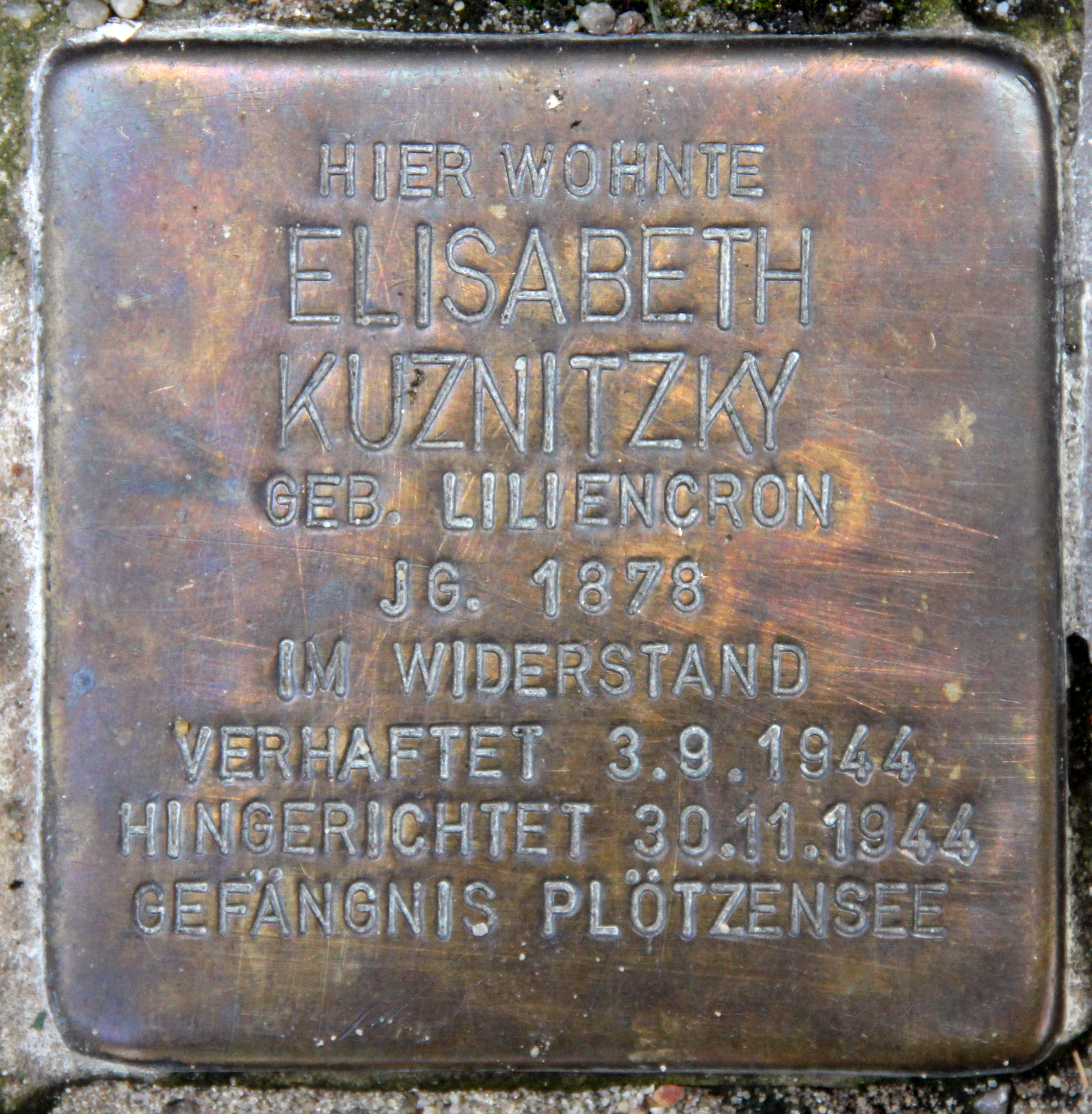
La plaque de la mère de Lilo, Elisabeth Kuznitzky (de).

Le président du Bundestag, Norbert Lammert, dans son discours à Dresde le jour de l'Unité allemande en 2016, a relevé que l'histoire nationale de chaque pays est la somme des histoires de personnes rapidement oubliées telles les Gloeden, qui sont un exemple de ceux que l'Allemagne a tenté d’exclure il y a peu de générations, alors qu'ils étaient des membres sans conteste de la Nation.